# Lachambre
Lachambre – miejscowość i gmina we Francji, w regionie Grand Est, w departamencie Mozela.
Według danych na rok 1990 gminę zamieszkiwały 682 osoby, a gęstość zaludnienia wynosiła 87 osób/km² (wśród 2335 gmin Lotaryngii Lachambre plasuje się na 491. miejscu pod względem liczby ludności, natomiast pod względem powierzchni na miejscu 759.).